# Aeschynanthus hookeri
Aeschynanthus hookeri är en tvåhjärtbladig växtart som beskrevs av Charles Baron Clarke. Aeschynanthus hookeri ingår i släktet Aeschynanthus och familjen Gesneriaceae. Inga underarter finns listade i Catalogue of Life.